# Матюшенко, Вячеслав Викторович
Вячеслав Викторович Матюшенко (род. 2 октября 1975, Буды, Харьковская область) — украинский и российский футболист, защитник; тренер.
Воспитанник СДЮШОР «Металлист» Харьков. До 1999 года выступал в клубах низших украинских лиг. В 1999 году провёл пять матчей в высшей лиге за «Черноморец» Одесса. В 2000—2011 годах играл за российские клубы низших лиг. В 2011—2013 — играющий главный тренер тосненского «Руана». С 2013 по 2018 год генеральный директор «ФК Тосно» В мае — июне 2014 исполнял обязанности главного тренера этой команды.
С 2021 года является одним из тренеров ДЮСШ «Атлант-Тосно» и главным тренером любительского футбольного клуба «Атлант-Тосно» (с 2023 года — ФК «Тосно»).
Выпускник Харьковского государственного института физической культуры. Генеральный директор федерации футбола Ленинградской области.